# Nucula calcicola
Nucula calcicola is een tweekleppigensoort uit de familie van de Nuculidae. De wetenschappelijke naam van de soort is voor het eerst geldig gepubliceerd in 1977 door Moore.